# Ommatius epipomus
Ommatius epipomus là một loài ruồi trong họ Asilidae. Ommatius epipomus được Oldroyd miêu tả năm 1972. Loài này phân bố ở miền Ấn Độ - Mã Lai.